# Rodovia Dr. Celso Charuri
A Rodovia Dr. Celso Charuri (SPA-91/270) é uma via que interliga as rodovias Raposo Tavares (SP-270) e Senador José Ermírio de Moraes (SP-75) - a Castelinho. Foi inaugurada em 28 de junho de 2003 e contribui por desafogar o trânsito na área urbana de Sorocaba. Possui 6,2 quilômetros de pista dupla. Leva o nome do Dr. Celso Charuri, médico criador do Instituto Pró-Vida. A rodovia é administrada pela Viaoeste.